# NHL 1955/56
Die NHL-Saison 1955/56 war die 39. Spielzeit in der National Hockey League. Sechs Teams spielten jeweils 70 Spiele. Den Stanley Cup gewannen die Montréal Canadiens nach einem 4:1-Erfolg in der Finalserie gegen die Detroit Red Wings. Vor dem Playoff-Spiel zwischen Detroit und Toronto gingen bei einer Zeitung Morddrohungen gegen Gordie Howe und Ted Lindsay ein. Beide wagten es zu spielen. Howe traf einmal, Lindsay traf zweimal und dabei den Siegtreffer in Overtime.

## Reguläre Saison

### Abschlusstabelle
Abkürzungen: W = Siege, L = Niederlagen, T = Unentschieden, GF= Erzielte Tore, GA = Gegentore, Pts = Punkte
|                     | W  | L  | T  | GF  | GA  | Pts |
| ------------------- | -- | -- | -- | --- | --- | --- |
| Montréal Canadiens  | 45 | 15 | 10 | 222 | 131 | 100 |
| Detroit Red Wings   | 30 | 24 | 16 | 183 | 148 | 76  |
| New York Rangers    | 32 | 28 | 10 | 204 | 203 | 74  |
| Toronto Maple Leafs | 24 | 33 | 13 | 153 | 181 | 61  |
| Boston Bruins       | 23 | 34 | 13 | 147 | 185 | 59  |
| Chicago Blackhawks  | 19 | 39 | 12 | 155 | 216 | 50  |

### Beste Scorer
Abkürzungen: GP = Spiele, G = Tore, A = Assists, Pts = Punkte
| Spieler          | Team       | GP | G  | A  | Pts |
| ---------------- | ---------- | -- | -- | -- | --- |
| Jean Béliveau    | Montreal   | 70 | 47 | 41 | 88  |
| Gordie Howe      | Detroit    | 70 | 38 | 41 | 79  |
| Maurice Richard  | Montreal   | 70 | 38 | 33 | 71  |
| Bert Olmstead    | Montreal   | 70 | 14 | 56 | 70  |
| Tod Sloan        | Toronto    | 70 | 37 | 29 | 66  |
| Andy Bathgate    | NY Rangers | 70 | 19 | 47 | 66  |
| Bernie Geoffrion | Montreal   | 59 | 29 | 33 | 62  |
| Earl Reibel      | Detroit    | 68 | 17 | 39 | 56  |
| Alex Delvecchio  | Detroit    | 70 | 25 | 26 | 51  |
| Dave Creighton   | NY Rangers | 70 | 20 | 31 | 51  |

## Stanley-Cup-Playoffs
|  | Halbfinale | Halbfinale            | Halbfinale |  |  | Stanley-Cup-Finale | Stanley-Cup-Finale    | Stanley-Cup-Finale |
|  |            |                       |            |  |  |                    |                       |                    |
|  |            |                       |            |  |  |                    |                       |                    |
|  | 1          | Canadiens de Montréal | 4          |  |  |                    |                       |                    |
|  | 3          | New York Rangers      | 1          |  |  |                    |                       |                    |
|  |            |                       |            |  |  | 1                  | Canadiens de Montréal | 4                  |
|  |            |                       |            |  |  | 2                  | Detroit Red Wings     | 1                  |
|  | 2          | Detroit Red Wings     | 4          |  |  |                    |                       |                    |
|  | 4          | Toronto Maple Leafs   | 1          |  |  |                    |                       |                    |
|  |            |                       |            |  |  |                    |                       |                    |

## NHL-Auszeichnungen
| Art Ross Trophy:              | Jean Béliveau, Montréal Canadiens  |
| Calder Memorial Trophy:       | Glenn Hall, Detroit Red Wings      |
| Hart Memorial Trophy:         | Jean Béliveau, Montréal Canadiens  |
| Lady Byng Memorial Trophy:    | Earl Reibel, Detroit Red Wings     |
| Vezina Trophy:                | Jacques Plante, Montréal Canadiens |
| James Norris Memorial Trophy: | Doug Harvey, Montréal Canadiens    |